# Giovanni Paladino
Giovanni Michelangelo Paladino (Potenza, 26 aprile 1842 – Napoli, 25 gennaio 1917) è stato un fisiologo e politico italiano, studioso dell'anatomia e della fisiologia delle ovaie e della placenta.

## Biografia
Figlio di Saverio e Gaetana Sileo, in gioventù, ancora studente di medicina, aderì alla rivoluzione risorgimentale, partecipando ai moti di Napoli nell'agosto 1860. Ripresi gli studi e conseguita la laurea, nel 1861 Paladino vinse un concorso di assistente di Anatomia e Fisiologia Sperimentale presso la Scuola Superiore di Medicina Veterinaria a Napoli, affiancando il professor Antonio De Martino.
Quando De Martino passò alla docenza di Patologia Generale, Paladino lo seguì divenendo incaricato e straordinario per poi assumere il ruolo d'insegnamento ordinario e la direzione della facoltà, elevandone il prestigio.
Sentendo il bisogno di perfezionarsi, nel 1867 si spostò in Germania per seguire corsi presso i principali laboratori di Fisiologia e, successivamente, tenne lezioni private di istologia e fisiologia e fu nominato insegnante di fisiologia presso l'università di Napoli. Divenne poi membro Consiglio della Pubblica Istruzione e rettore dell'Ateneo napoletano.
Si diede alla ricerca dell'ovogenesi, sulla placentazione nelle donne e nei mammiferi, sulle multiple sorgenti del sangue e sul sistema nervoso centrale. Dai suoi studi presero spunto medici come Salvatore Tommasi, Jacob Moleschott, Claude Bernard e Ernst Wilhelm von Brücke. Descrisse il fascio di conduzione cardiaca, successivamente più noto con il nome di fascio di His (o fascio di Paladino-His).
Paladino fu socio di alcune accademie nazionali e straniere e ricevette una laurea honoris causa al Rush Medical College di Chicago. Nel 1908 fu nominato senatore del regno d'Italia. Morì a Napoli nel 1917.

## Opere principali
- Intorno ad un dipygus bidorsualis del bue (1862)

In questo breve saggio scientifico, pubblicato negli "Annali dell'Accademia degli aspiranti naturalisti", Paladino fornisce la prima descrizione di un bue con l’anomalia dipygus (fetale), ne presenta nei dettagli l’anatomia, evidenziando tutte le caratteristiche difformità, aggiungendo un accurato corredo iconografico.
- Nuove ricerche sui corpuscoli di Pacini della mano e del piede dell'uomo e del mesenterio del gatto (1869)

In questa memoria scientifica, pubblicata negli "Atti della Reale Accademia delle scienze fisiche e matematiche", Palladino, basandosi su studi precedenti svolti su gatti e cavalli, analizza la relazione che intercorre tra corpuscoli e nervi. Nell’uomo, tali corpuscoli si trovano nel palmo della mano e nella pianta del piede in numero di circa 600. Ogni corpuscolo è circondato, perifericamente, da nervi riuniti in fascetti ed è irrorato da numerosi vasi sanguigni. Lo studioso giunge alla conclusione che i corpuscoli sono dei moltiplicatori elettrici che, situati come organi intermedi tra gli oggetti esterni e i nervi, facilitano le sensazioni che possono ricevere dai primi.
- Della terminazione dei nervi nelle cellule glandolari e dell'esistenza di gangli, non ancora descritti nella glandola e nel plesso sottomascellare dell'uomo e di alcuni animali (1872)

In questa memoria scientifica, Paladino prende spunto dallo studio di Pflueger sulla presenza di terminazioni nervose all'interno delle ghiandole salivari e del fegato, per proporre una nuova procedura istologica, capace di produrre risultato più significativi: immergendo dei pezzi ghiandolari in una soluzione di acido cromico all'1%, nota che è relativamente facile lacerare i pezzi ghiandolari nel senso dei tronchi nervosi, vascolari e dei dotti escretori, le cui ramificazioni portano all'estremo pochi alveoli polmonari. Mettendo in pratica, però, tali procedure per dimostrare gli alveoli ghiandolari e i dotti escretori, non riesce a vedere né filamenti nervosi, né rami terminali.
- Trattato di istologia speciale (1873)
- Della trasmissione fisiologica della voce attraverso le ossa del cranio mercè il fonifero, e del valore di questo nella clinica otojatrica (1876)
- Studio sulla fisiologia dell'ovaja (1879)
- Istituzioni di fisiologia (1885)
- Ulteriori ricerche sulla distruzione e rinnovamento continuo del parenshima ovarico nei mammiferi (1887)
- Gl'infinitamente piccoli o i trionfi della dottrina cellulare (1890)
- Le cellule nervose sono elementi perenni dell'organismo? ed il potere germinativo dell'ependima è limitato al periodo embrionale? (1913).

In questa nota scientifica, pubblicata nei "Rendiconti della R. Accademia delle scienze fisiche e matematiche di Napoli", Paladino ripercorre le ricerche condotte nei decenni precedenti in merito agli studi sul sistema nervoso, che hanno gettato luce sui rapporti tra nevoglio e fibre nervose: Giulio Bizzozero sostenne che le cellule nervose fossero fisse e non si moltiplicassero, Gheorghe Marinescu si pronunciò a favore della conservazione del patrimonio psichico, Alexander Fleming sosteneva invece che l'unico modo di moltiplicazione fosse la mitosi. La tesi di Paladino è che la vita di un tessuto sia la somma delle attività di ogni singola cellula e che ogni elemento cellulare si evolva, deperisca e muoia: tale procedimento è considerato valido per tutti i tessuti e non esclusivamente per il tessuto nervoso, che è sede di rigenerazione restaurativa in quanto si rinnova allo scopo di sostituire gli elementi che appaiono danneggiati.